# Albert Guðmundsson (football, 1997)
Pour les articles homonymes, voir Guðmundsson et Albert Guðmundsson.
Albert Guðmundsson, né le 15 juin 1997 à Reykjavik en Islande, est un footballeur international islandais qui évolue au poste d'ailier droit à l'ACF Fiorentina.
Il est l'arrière-petit-fils d'Albert Guðmundsson, également footballeur.

## Biographie

### AZ Alkmaar
Le 14 août 2018, il s'engage avec l'AZ Alkmaar, signant un contrat le liant avec le club jusqu'en juin 2022.

### Genoa CFC
Le 31 janvier 2022, lors du mercato hivernal, Albert Guðmundsson s'engage en faveur du Genoa.

### Carrière en sélection
Guðmundsson officie à plusieurs reprises comme capitaine des espoirs. Il inscrit six buts lors des éliminatoires de l'Euro espoirs.
Il reçoit sa première en sélection en équipe d'Islande le 10 janvier 2017, contre la Chine. Il entre sur le terrain tout à la fin de la rencontre, pour une victoire 2-0 au Guangxi Sports Center de Nanning. Par la suite, le 14 janvier 2018, il inscrit un triplé contre l'Indonésie, avec à la clé une victoire 1-4 à Jakarta.
Il fait partie de la liste des 23 joueurs islandais sélectionnés pour disputer la Coupe du monde 2018 en Russie. Alors âgé de 20 ans, Guðmundsson est le plus jeune joueur de l'effectif. Il y jouera un des trois matchs de poules face à l'Argentine, le Nigeria et la Croatie. Les Islandais sont éliminés dès la phase de groupes.

## Palmarès

### En Club
- PSV Eindhoven :
  - Champion d'Eredivisie en 2018.
  - Finaliste du Johan Cruijff Schaal en 2018.

- Genoa CFC :
  - Vice-champion de Serie B en 2023.

## Buts en sélection
| #  | Date            | Lieu                                         | Adversaire    | Résultat | Score | Compétition                             |
| -- | --------------- | -------------------------------------------- | ------------- | -------- | ----- | --------------------------------------- |
| 1  | 14 janvier 2018 | Stade Gelora-Bung-Karno, Jakarta, Indonésie  | Indonésie     | 1-4      | 1-1   | Match amical                            |
| 2  | 14 janvier 2018 | Stade Gelora-Bung-Karno, Jakarta, Indonésie  | Indonésie     | 1-4      | 1-3   | Match amical                            |
| 3  | 14 janvier 2018 | Stade Gelora-Bung-Karno, Jakarta, Indonésie  | Indonésie     | 1-4      | 1-4   | Match amical                            |
| 4  | 8 juin 2021     | Stade municipal de Poznań, Poznań, Pologne   | Pologne       | 2-2      | 0-1   | Match amical                            |
| 5  | 11 octobre 2021 | Laugardalsvöllur, Reykjavik, Islande         | Liechtenstein | 4-0      | 2-0   | Éliminatoires de la Coupe du monde 2022 |
| 6  | 11 octobre 2021 | Laugardalsvöllur, Reykjavik, Islande         | Liechtenstein | 4-0      | 3-0   | Éliminatoires de la Coupe du monde 2022 |
| 7  | 21 mars 2024    | Stade Ferenc-Szusza, Budapest, Hongrie       | Israël        | 1-4      | 1-1   | Barrage Euro 2024                       |
| 8  | 21 mars 2024    | Stade Ferenc-Szusza, Budapest, Hongrie       | Israël        | 1-4      | 1-3   | Barrage Euro 2024                       |
| 9  | 21 mars 2024    | Stade Ferenc-Szusza, Budapest, Hongrie       | Israël        | 1-4      | 1-4   | Barrage Euro 2024                       |
| 10 | 26 mars 2024    | Stade municipal de Wrocław, Wrocław, Pologne | Ukraine       | 2-1      | 0-1   | Barrage Euro 2024                       |